# VIRGIN (SuGのアルバム)
『VIRGIN』（ヴァージン）は、SuGメジャー初のミニ・アルバム。2016年3月9日にポニーキャニオンから発売された。

## 解説
キャッチコピーは「僕達は少年のように、音楽（キミ）に恋をする。」
ボーカル・武瑠の慢性扁桃炎による活動休止と復活を経て、シングル「teenAge dream」以降のテーマである”初期衝動”や、その名の通り10代特有の危うさ・青臭さをモチーフとした意欲作。

## 収録曲

### CD
1. teenAge dream
メジャー12thシングル
2. SICK'S
メジャー13thシングル。
本作の先行シングル
3. 桜雨
ミュージックビデオが制作され、LIMITED BのDVDに収録されている。
4. 純・不純異性交遊
5. 無限Styles
6. In the shadow
7. Smells Like Virgin Spirit
ミュージックビデオが制作され、LIMITED BのDVDに収録されている。

### DVD
LIMITED A
- ヨーロッパツアードキュメンタリー
- ライブ「VersuS 2015」ドキュメンタリー

LIMITED B
- 「桜雨」Music Video
- 「Smells Like Virgin Spirit」Music Video
- 「SICK'S」Music Video
- 「teenAge dream」Music Video
- 「桜雨」Music Video Shooting OFFSHOT

## 品番
- LIMITED A：PCCA-04344
- LIMITED B：PCCA-04345
- STANDARD：PCCA-04346